# Storia della Guinea-Bissau

## Epoca precoloniale
Prima della colonizzazione portoghese, il territorio corrispondente all'odierna Guinea-Bissau conobbe la dominazione da parte dei diversi imperi che si succedettero in Africa Occidentale. In particolare, grosso modo equivalente al paese moderno per estensione geografica, fu il regno di Gabú, parte dell'Impero Mali.

## Colonizzazione portoghese
Le coste dei fiumi della Guinea, insieme alle isole del Capo Verde, furono le prime aree visitate dagli esploratori portoghesi (in particolare Nuno Tristão) nel XV secolo. Nel 1446 il Portogallo dichiarò formalmente la Guinea proprio possedimento, ma solo dal 1600 circa ebbe inizio un reale processo di colonizzazione, con la realizzazione di avamposti commerciali sulla costa, e solo nel 1630 venne istituita una amministrazione locale. Con la cooperazione di alcune tribù locali i Portoghesi iniziarono a dedicarsi al commercio degli schiavi attraverso Capo Verde verso le Americhe. Cacheu divenne uno dei maggiori centri di questo traffico. Il commercio degli schiavi declinò nel XIX secolo.
Solo nella seconda metà del XIX secolo i Portoghesi iniziarono a colonizzare l'entroterra. La Francia riuscì a sottrarre parte della Guinea al Portogallo (inclusa l'importante regione di Casamance), annettendola all'Africa Occidentale Francese. Una disputa con l'Inghilterra sul controllo dell'isola di Bolama si risolse a favore del Portogallo, grazie anche all'intervento del Presidente degli Stati Uniti Ulysses Grant.
All'inizio del XX secolo, dopo circa trenta anni di combattimenti, i Portoghesi avevano conquistato gran parte della Guinea e procedettero a una definizione dei confini. Le isole Bijagos rimasero invece indipendenti fino al 1936. Nel 1941 la capitale fu spostata da Bolama a Bissau, e nel 1952 la "Guinea Portoghese" acquisì lo status di provincia d'oltremare del Portogallo.

## Indipendenza
Nel 1956 venne fondato clandestinamente il Partito Africano per l'Indipendenza della Guinea e di Capo Verde (in portoghese Partido Africano da Independência da Guiné e Cabo Verde - PAIGC), guidato da Amílcar Cabral e Rafael Barbosa. Il quartier generale del partito fu stabilito a Conakry nel 1960, e da qui partì una rivolta armata contro il potere coloniale portoghese. Nonostante il dispiegamento di truppe portoghesi (che arrivarono a contare 35.000 soldati), il PAIGC estese la propria influenza su gran parte del paese entro il 1968. Il partito organizzò elezioni per la formazione di un'Assemblea Nazionale. Il governatore portoghese generale António de Spínola tornò in Europa e guidò il movimento che avrebbe instaurato la democrazia in Portogallo e portato all'indipendenza delle colonie.
Nel 1973, a Conakry, Amílcar Cabral fu assassinato; la leadership del partito passò ad Aristides Pereira, che in seguito sarebbe diventato primo Presidente di Capo Verde. L'Assemblea Nazionale del PAIGC, insediatasi a Boe, dichiarò l'indipendenza della Guinea-Bissau il 24 settembre 1973 e a novembre la nuova repubblica fu riconosciuta dalle Nazioni Unite. Dopo la rivoluzione dei garofani, il 10 settembre 1974, il Portogallo riconobbe a sua volta l'indipendenza della Guinea-Bissau. Luís Cabral, fratellastro di Amílcar Cabral, divenne il primo presidente del paese.

## La presidenza di Vieira
Nel 1980 il governo di Cabral fu rovesciato da un colpo di Stato condotto dal Primo Ministro João Bernardo Vieira. Vieira istituì un governo provvisorio, che rispondeva a un Consiglio Rivoluzionario, e che mantenne il potere fino al maggio 1984, mese in cui venne ricostituita l'Assemblea Nazionale. Venne approvata una nuova costituzione e, in un regime di elezioni monopartitiche, Vieira ricevette il mandato presidenziale per altri 5 anni. Vieira fu minacciato da tentativi di colpo di Stato nel 1983, nel 1985 e nel 1993. Nel 1986, il vice presidente Paulo Correia e altri cinque furono giustiziati con l'accusa di alto tradimento.

## Guerra civile
Nel 1994, 20 anni dopo l'indipendenza, si tennero in Guinea-Bissau le prime elezioni multipartitiche. Nel 1998 una rivolta delle forze armate condusse a una guerra civile che causò centinaia di migliaia di profughi e la presa del potere da parte di una giunta militare il 7 maggio 1999. Negli anni successivi ci furono governi provvisori e nuovi scontri nel paese, e (nel 2003) un nuovo colpo di Stato militare guidato dal generale Veríssimo Correia Seabra. Dopo numerosi rinvii, le elezioni si tennero nuovamente nell'aprile del 2004. Parte dell'esercito si ammutinò e Seabra e altri furono assassinati. La situazione politica nel paese è tuttora incerta.